# Valkyrie (film)
Valkyrie is een historische film uit 2008 onder regie van Bryan Singer. Het verhaal gaat over het complot van 20 juli 1944 waarin een moordaanslag op Adolf Hitler werd gepleegd. De leider van het complot, Claus Schenk von Stauffenberg, wordt gespeeld door Tom Cruise.
Valkyrie werd genomineerd voor onder meer zeven Saturn Awards, waaronder die voor beste thriller/actiefilm beste regisseur en beste bijrolspeelster (Carice van Houten).

## Verhaal
Tijdens de Tweede Wereldoorlog raakt de Duitse kolonel Claus von Stauffenberg zwaargewond in Afrika en wordt daarom overgebracht naar Duitsland. Daar voegt hij zich bij het Duitse verzet en zet hij Operatie Walküre (in het Engels Operation Valkyrie) op, een plan waarmee hij Adolf Hitler wil vermoorden waarna een schaduwkabinet de leiding zal overnemen. Von Stauffenberg neemt niet alleen de verantwoordelijkheid voor de leiding van de groep op zich, maar ook die voor de aanslag op Hitler.

## Productie
Nadat hij de drie grote projecten X-Men, X2 en Superman Returns had afgerond, zocht regisseur Bryan Singer naar een kleiner project voordat hij het vervolg op Superman aankondigde. Aan het einde van 2006 kondigde Christopher McQuarrie aan dat Singers nieuwe film over de Tweede Wereldoorlog zou gaan. De volgende maanden werkten de twee aan het project en vormden ze een originele thriller.
In maart 2007 brachten de twee hun project direct naar United Artists-partners Paula Wagner en Tom Cruise. Zij besloten onmiddellijk de film te financieren. Nadat Singer Cruise de hoofdrol aanbood, accepteerde Cruise deze ook.
Het filmen van de film ging op 19 juli 2007 van start in Berlijn. Al voor de opnamen liet een woordvoerder van het Duitse Ministerie van Defensie weten dat Duitsland geen medewerking zal verlenen aan de productie van de film op militair terrein wanneer Tom Cruise, Scientology-aanhanger en Amerikaan, de rol van von Stauffenberg (een Duitser) zal spelen. In september 2007 werd alsnog toestemming verleend voor opnamen in het Bendlerblock-gebouw in Berlijn, het gebouw waar in de Tweede Wereldoorlog de leiding van de Wehrmacht gevestigd was. Desondanks is er nog steeds veel kritiek op de keuze voor Tom Cruise; zo was Cruise tijdens de opnamen 45 jaar, terwijl Stauffenberg destijds 36 was. Ook is er een groot verschil in lichaamslengte: Cruise is minder dan 1,70 meter lang, terwijl von Stauffenberg circa 1,85 meter was.
De film is de eerste Amerikaanse film waarin Carice van Houten speelt. Ze speelt de echtgenote van von Stauffenberg, in de film vertolkt door Tom Cruise.

## Rolverdeling
- Tom Cruise als Kolonel Claus Schenk Graaf von Stauffenberg
- Carice van Houten als Nina Schenk Gravin von Stauffenberg
- Kenneth Branagh als Generaal-majoor Henning von Tresckow
- Eddie Izzard als Generaal Erich Fellgiebel
- Bill Nighy als Generaal Friedrich Olbricht
- Tom Wilkinson als Generaal Friedrich Fromm
- Terence Stamp als Ludwig Beck
- Jamie Parker als Luitenant Werner von Haeften
- David Bamber als Adolf Hitler
- Thomas Kretschmann als Majoor Otto Ernst Remer
- David Schofield als Erwin von Witzleben
- Kevin McNally als Dr. Carl Friedrich Goerdeler
- Christian Berkel als Albrecht Ritter Mertz von Quirnheim
- Gerhard Haase-Hindenberg als Reichsmarshall Hermann Göring
- Matthias Freihof als Reichsführer Heinrich Himmler
- Manfred-Anton Algrang als Albert Speer (als Anton Algrang)
- Halina Reijn als Margarethe Van Oven (Stauffenbergs secretaresse)
- Werner Daehn als Majoor Ernst-John von Freyend
- Matthias Schweighöfer als Luitenant Franz Herber
- Bernard Hill als Generaal in Afrika (gebaseerd op Luitenant-Generaal Wolfgang Fischer)
- Philipp von Schulthess als SS-Adjudant (Tresckow's assistent) (gebaseerd op Fabian von Schlabrendorff, de vertolker is de kleinzoon van Stauffenberg)
- Harvey Friedman als Dr. Joseph Goebbels
- Ian McNeice als Hoogdravende generaal (gebaseerd op Generaal Joachim von Kortzfleisch)
- Kenneth Cranham als Veldmaarschalk Wilhelm Keitel
- Tom Hollander als Kolonel Heinz Brandt
- Waldemar Kobus als Politiechef Wolf-Heinrich von Helldorf
- Florian Panzner als Tweede luitenant Hagen
- Jon Collin Barclay als Tweede luitenant Kretz
- Danny Webb als Kapitein Haans
- Chris Larkin als Sergeant Helm
- Matthew Burton als Luitenant-Generaal Adolf Heusinger
- Helmut Stauss als Dr. Roland Freisler
- Karl Alexander Seidel als Von Stauffenbergs zoon (als Alexander Seidel)
- Timo Huber als Von Stauffenbergs zoon
- Justus Kammerer als Von Stauffenbergs zoon
- Annika Becker	als Von Stauffenbergs dochter
- Marie Becker als Von Stauffenbergs dochter